# متطابقة أبيل
في الرياضيات، متطابقة أبيل (وتسمى أيضا متطابقة أبيل حول المعادلات التفاضلية) هي معادلة تعبر عن فرونيسكي [الإنجليزية] لحلين من معادلة تفاضلية عادية خطية متجانسة من الدرجة الثانية بدلالة معامل المعادلة التفاضلية الأصلية. يمكن تعميم العلاقة بالمعادلات التفاضلية الخطية العادية من الرتبة n. سميت المتطابقة نسبةً لعالم الرياضيات النرويجي نيلز هنريك أبيل.

## نص متطابقة أبيل
نعتبر معادلة تفاضلية عادية خطية متجانسة من الدرجة الثانية:
{\displaystyle y''+p(x)y'+q(x)\,y=0}
على المجال I من مستقيم الأعداد الحقيقية مع الدوال المستمرة ذات القيمة الحقيقية أو العقدية p و q. تنص متطابقة أبيل على أن فرونيسكي {\displaystyle W=(y_{1},y_{2})} لحلين حقيقيين أو عقديين {\displaystyle y_{1}} و {\displaystyle y_{2}} لهذه المعادلات التفاضلية هي الدالة المعرفة بالمحدد:
{\displaystyle W(y_{1},y_{2})(x)={\begin{vmatrix}y_{1}(x)&y_{2}(x)\\y'_{1}(x)&y'_{2}(x)\end{vmatrix}}=y_{1}(x)\,y'_{2}(x)-y'_{1}(x)\,y_{2}(x),\qquad x\in I,}
تحقق العلاقة
{\displaystyle W(y_{1},y_{2})(x)=C\exp {\biggl (}-\int _{x_{0}}^{x}p(x')\,{\textrm {d}}x'{\biggr )},\qquad x\in I,}
لكل نقطة x0 في I، حيث C هو ثابت اختياري.